# Cinematográfica Interamericana
CINSA fue la sigla de la compañía Cinematográfica Interamericana S.A., que fue una empresa mexicana especializada en doblajes al español de series televisivas estadounidenses. Funcionó entre los años 1958 y 1983.
CINSA fue fundada por Carlos David Ortigosa (conocido como «Lic. Ortigosa»), uno de los actores radiofónicos y empresarios más grandes de México, en conjunto con Roberto W. Lerner y llegando a ser una de las más importantes compañías de doblaje en la época dorada del doblaje mexicano.
En CINSA se doblaron series como Mi Bella Genio, El Superagente 86, La familia Monster, Batman, Los locos Addams, Hechizada, Perdidos en el espacio, Los Intocables, El Avispón Verde, El Fugitivo, El Show de Carol Burnet, Plaza Sésamo, Los Picapiedra, Los Supersónicos, El Show de los Muppets, Don Gato y su Pandilla, etc. La empresa participó en la producción de Los tres Reyes Magos, el primer largometraje animado hecho en México.
En ella trabajaron destacados actores de doblaje como: Álvaro Mutis, Blanca Estela Pavón, María Antonieta de las Nieves, Irma Lozano, Eduardo Alcaraz, Salvador Nájar, Azucena Rodríguez, Víctor Alcocer, Jorge Lavat, Jorge Arvizu, Sergio Bustamante, Claudio Brook, Julio Lucena, Magdalena Leonel, Tony Carbajal, Eduardo Arozamena Pasarón, Blanca Sánchez, Luis de Alba, Antonio Raxel, y un largo etc.
CINSA fue vendida a Televisa en 1982. En 1983, se convirtió en la compañía de doblajes Telespeciales, una empresa más de Televisión Vía Satélite, S. A. (Televisa). Años después, Telespeciales fue transformada a Videovisa hasta 2004.